# Rheumaptera exsultata
Rheumaptera exsultata là một loài bướm đêm trong họ Geometridae.